# Sara Scuderi
Sara Scuderi   (Catània, 11 de desembre de 1906 - Milà, 24 de desembre de 1987) va ser una soprano italiana. Va cantar a Itàlia i Europa (especialment als Països Baixos) i va obtenir un contracte de set anys amb La Scala, on "va rebre grans elogis per les seves actuacions".

## Biografia
Nascuda a Sicília, va estudiar cant amb el mestre Matteo Adernò. Després va debutar al Teatre Coccia de Novara interpretant el paper de Leonora a Il trovatore (novembre de 1925). Després va signar un contracte de set anys amb el Teatre de la Scala de Milà, on va rebre molts elogis i va cantar amb els cantants més famosos de l'època com Beniamino Gigli i Galliano Masini.
La seva interpretació de Tosca va ser particularment apreciada el 1937, quan la va cantar a les Termes de Caracal·la amb Beniamino Gigli i Luigi Montesanto. També va cantar a les primeres representacions de les òperes Giulio Cesare de Malipiero i Volte della Vergine de Carmassi. Sara Scuderi va cantar a la majoria dels teatres d'òpera de l'època, tant a Itàlia com a l'estranger, particularment a Amsterdam, on va obtenir un contracte de set anys i va cantar en moltes òperes. Va fer diverses gires, amb el Teatre de la Scala, al Brasil i a l'Argentina, on va cantar Tosca amb Giuseppe Lugo.
El 1944 va ser Saffo de Giovanni Pacini, al Teatre Colon de Buenos Aires sota la direcció d'Ettore Panizza.
Es va retirar dels escenaris a la dècada del 1950, i durant la resta de la seva vida, va viure a la Residència de Músics "G. Verdi", la primera d'aquest tipus, fundada pel compositor Giuseppe Verdi el 1896. El director Daniel Schmid va utilitzar Scuderi per retratar la figura d'una cantant d'òpera retirada a la seva pel·lícula de 1984 Il bacio di Tosca. Sara Scuderi va morir tres anys després, el 1987.

## Repertori
| Rol                     | Títol                          | Autor      |
| ----------------------- | ------------------------------ | ---------- |
| Elena Margherita        | Mefistofele                    | Boito      |
| Jaroslavna              | Kniaz' Igor                    | Borodín    |
| Wally                   | La Wally                       | Catalani   |
| Anna Bolena             | Anna Bolena                    | Donizetti  |
| Maddalena di Coigny     | Andrea Chénier                 | Giordano   |
| Ginevra                 | La cena delle beffe            | Giordano   |
| Santuzza                | Cavalleria rusticana           | Mascagni   |
| Mariella                | Il piccolo Marat               | Mascagni   |
| Carlotta                | Werther                        | Massenet   |
| Fiora                   | L'amore dei tre re             | Montemezzi |
| Contessa d'Almaviva     | Le nozze di Figaro             | Mozart     |
| Donna Anna Donna Elvira | Don Giovanni                   | Mozart     |
| Saffo                   | Saffo                          | Pacini     |
| Contarina               | Orseolo                        | Pizzetti   |
| Manon Lescaut           | Manon Lescaut                  | Puccini    |
| Mimì                    | La bohème                      | Puccini    |
| Tosca                   | Tosca                          | Puccini    |
| Cio-Cio-San             | Madame Butterfly               | Puccini    |
| Giorgetta               | Il tabarro                     | Puccini    |
| Liù                     | Turandot                       | Puccini    |
| Magda                   | La campana sommersa            | Respighi   |
| Maria Egiziaca          | Maria Egiziaca                 | Respighi   |
| Lucrezia                | Lucrezia                       | Respighi   |
| Sinaide                 | Moïse et Pharaon               | Rossini    |
| La Marescialla          | Der Rosenkavalier              | Strauss    |
| Arianna/Primadonna      | Arianna a Nasso                | Strauss    |
| Leonora                 | Il trovatore                   | Verdi      |
| Violetta Valéry         | La traviata                    | Verdi      |
| Desdemona               | Otello                         | Verdi      |
| Mrs. Alice Ford         | Falstaff                       | Verdi      |
| Elsa di Brabante        | Lohengrin                      | Wagner     |
| Eva                     | Die Meistersinger von Nürnberg | Wagner     |
| Giulietta Capuleti      | Giulietta e Romeo              | Zandonai   |